# Захаво, Павел Дмитриевич
Па́вел Дми́триевич Заха́во (1779—1839) — талантливый русский оружейник, изобретатель-самоучка и технолог первой половины XIX века, служивший механиком Тульского оружейного завода (1810—1839), статский советник.

## Биография
Павел Дмитриевич Захаво родился в селе Середина-Буда Глуховского уезда Черниговской губернии в семье мелкопоместных дворян. От покойного отца ему достались имения в селе Княжичи и хуторе Добриж с небольшим количеством крепостных.
В 1792 году он поступил в Морской кадетский корпус на основании свидетельства, выданного ему предводителем Глуховского уездного дворянства, гимназистом в так называемый третий отдел учительской гимназии при корпусе. В отличие от кадетов, которые готовились к командным должностям на флоте, гимназисты впоследствии становились учителями, занимали технические и хозяйственные должности по Адмиралтейству. Чуть позже он будет переведён во второй отдел, а в сентябре 1797 года в первый отдел корпуса. При этом, находясь во втором отделе и состоя на Кронштадтском рейде, в 1795 году участвовал в морском походе на корабле «Эмгейтен» под командованием капитана 1-го ранга Ф. Я. Ломена. С 1800 по 1802 гг. исправлял должность учителя при корпусе и был удостоен чина унтер-лейтенанта корпуса морской артиллерии.
В 1803 году Высочайшим приказом был переведён на Тульский оружейный завод комиссионером, то есть посредником в торговых делах оружейного завода с сибирскими железоделательными заводами, а с 1806 по 1810 гг. — комиссионером для приведения оружия в цельные выстрелы. За это время был неоднократно награждён деньгами и следующими чинами.
В 1810 году «по определению правления завода, по способности его» был назначен механиком завода. Через два года он возглавил фабрику по изготовлению математического инструмента и механическую мастерскую.
За короткий период, с 1810 по 1826 гг., смог создать несколько уникальных станков по сверлению стволов, а также станков для изготовления и обработки штыковых трубок, что способствовало, в том числе, Тульскому оружейному заводу достичь европейской известности и славы. 

При посещении Тульского оружейного завода государями императорами Александром I и Николаем I в 1823 и 1826 гг. соответственно, П. Д. Захаво получил высочайшие благодарности и благоволения из уст обоих монархов.
В 1826 году по высочайшему повелению был командирован в Англию «для обозрения и исследования приспособленной там паровой машины к произведению выстрелов из орудий вместо пороха парами». Других сведений об этой командировке нет. Но, видимо, английская паровая машина натолкнула П. Д. Захаво на мысль об установке и на Тульском оружейном заводе подобной машины для повышения производительности труда и облегчения работы. После опустошительного пожара 1834 года, уничтожившего практически весь завод вместе с большими вододействующими машинами, являвшимися главным исполнительным механизмом всего завода, П. Д. Захаво смог приспособить к работе паровую машину Берда, «стоявшую без дела» в течение 20 лет, и в сочетании с «устроенными им же гидравлическими машинами» добился выхода бездействующего завода на полную мощность и увеличения количества производимых ружей.
В 1830 году П. Д. Захаво был внесён в 1-ю часть Дворянской родословной книги Тульской губернии. Его труд на Тульском оружейном заводе по-прежнему был крайне востребован, так как в 1833 году П. Д. Захаво был удостоен ордена Святого Владимира 3-й степени.
П. Д. Захаво пользовался заслуженным авторитетом и уважением среди служащих и руководителей оружейного завода. Подтверждением этому является тот факт, что восприемниками при крещении его детей были командиры ТОЗ, — Е. Е. Штаден и А. Б. Философов.
П. Д. Захаво скоропостижно скончался 19 ноября 1839 года в Туле и был похоронен на Димитриевском (ныне Чулковском) кладбище города возле кладбищенской церкви Дмитрия Солунского. Место захоронения утрачено. Для завода это была большая потеря. Вот как описывает это траурное событие писатель И. Ф. Афремов:

«В 1839 году завод понёс чувствительную потерю: незабвенный Павел Дмитриевич Захаво, неутомимо действовавший к вырабатыванию оружия на устроенной им паровой машине и демидовской мельнице, равно как по гидравлическому сооружению нового завода, от безмерных усилий так расстроил своё здоровье, что впал в тяжкую болезнь и почил на службе, от многолетних и многополезных трудов своих; — скончался на заводе в 19-й день ноября 1839 года, на 60-м годе полезной жизни своей… тридцатилетней деятельнейшей службой своей обессмертил имя своё на Тульском оружейном заводе. — Ему то Всероссийская победоносная армия обязана усовершенствованием Русских штыков… — Захаво и Джонс оба заслуживают у нас общественных памятников от тульского завода».
— А. И. Афремов «Историческое обозрение Тульской губернии»

## Изобретения П. Д. Захаво
В формулярном списке П. Д. Захаво отсутствует информация о том, какие собственно изобретения принадлежат ему лично. В нём отмечается лишь конечный результат — очередная награда или повышение в чине за тот или иной вклад П. Д. Захаво в дело изготовления оружия. При этом суть такого вклада не конкретизируется, а указываются лишь общие формулировки — «за поспешное дело оружия», «за отлично-усердную службу» и т. д..
И всё же конкретные заслуги П. Д. Захаво и его изобретения подробно описаны его современником, учёным и историком Иосифом Христиановичем Гамелем в книге «Описание Тульского оружейного завода в историческом и техническом отношении». Этот труд изначально создавался не как художественное или публицистическое произведение, а как аналитический документ, содержащий технический отчёт о деятельности в целом Тульского оружейного завода по изготовлению оружия для Русской императорской армии и исчерпывающую информацию о личном вкладе П. Д. Захаво в «дело оружия». Документ, написанный по Высочайшему повелению, и последующее представление этого отчёта царю Николаю I обязывало И. Х. Гамеля быть предельно точным в изложении материала и он, несомненно, является исчерпывающим и объективным. Приведенные в книге подробные описания станков, изобретённых П. Д. Захаво, а также достаточно профессионально выполненные рисунки не оставляют сомнений в том, что вклад П. Д. Захаво в дело изготовления оружия огромен и важен. Согласно книге И. Х. Гамеля П. Д. Захаво «устроил» следующие станки:
- станки для первого, второго и третьего (чернового, промежуточного и чистового) высверливания стволов[17][18][19];
- шустовальная машина — машина для уничтожения мелких царапин и винтообразных насечек, остающихся после чистового сверления канала ствола[20][21];
- станок для обрезания казённого конца ствола торцевой фрезой, выбуривания (развёртывания) отверстия в этом конце и нарезание винта в казне ствола[22][23];
- станки для отделки штыковых трубок (чистового сверления трубки штыка, её обрезания торцевой фрезой, обтачивания её поверхности и стирания лба трубки и т. д.)[24][25];
- станки для обтачивания[26][27] и полировки лезвия штыка[28];
- станок для обтачивания головки шомпола[29];
- станок для обтачивания пыжовика — составного элемента шомпола[30][31][32];
- станок для просверливания мелких отверстий в замочной доске — основном элементе замка, к которому прикрепляются все остальные его части[32][33][34];
- станок для обтачивания лодыжки курка[35][36];
- обустройство ворот в земляном валу, что полностью исключило затопление завода во время весенних половодий[37].

## Изделия фабрики математических инструментов П. Д. Захаво — экспонаты музеев
Фабрика математических инструментов (другое название фабрики — Приборная мастерская), возглавляемая П. Д. Захаво, занималась, в том числе, и изготовлением так называемых партикулярных изделий — гражданского или ограниченного военного назначения. Известный ряд подписанных работ этой мастерской хранятся в нескольких музеях России:
- геодезическая астролябия и два транспортира (экспозиция и фонды объединения «Тульский областной историко-архитектурный и литературный музей»);
- астролябия геодезическая (Государственный Исторический музей, г. Москва);
- стальная линейка (Екатерининский дворец-музей, г. Пушкин, Ленинградская область);
- солнечные часы с отвесом (Политехнический музей, г. Москва)[39];
- ювелирно сработанная готовальня из 35 предметов в ящике-футляре красного дерева, выполненная по чертежам П. Д. Захаво (Государственный Эрмитаж, Санкт-Петербург)[40].

## Семья
П. Д. Захаво был женат на дочери надворного советника Брезгуна девице Елене Ивановне. В этом браке родилось семеро детей: два сына (Николай и Константин) и пять дочерей (Анна, Мария, София, Надежда и Александра).
Его старший сын Николай свою судьбу впоследствии свяжет с Тульским оружейным заводом и на оружейном поприще также достигнет определённых успехов, возглавляя образцовую мастерскую завода, в которой изготавливалось подарочное оружие с художественной отделкой, парадное и наградное оружие, охотничьи ружья. Чуть позже его назначат старшим учителем в Тульскую оружейную школу.
Внук Евгений, окончив в 1887 году Орловский Бахтина кадетский корпус, продолжит службу в Русской императорской армии.
Правнук П. Д. Захаво — советский театральный режиссёр и актёр Борис Евгеньевич Захава.

## Награды
- Высочайшим указом награждён не в зачёт годовым жалованием 300 рублей «за поспешное дело оружия», 31 сентября 1807 г.[4]
- Орден Святого Владимира 4-й степени, 1 января 1812 г.[45]
- Орден Святой Анны 2-й степени (7 марта 1819 г.) и алмазные украшения к сему ордену (13 сентября 1823 г.)[46]
- Всемилостливейше пожалован бриллиантовый перстень с ценным камнем за отличную службу, 5 апреля 1822 г.[4]
- Всемилостливейше пожалована аренда на 12 лет «за отличное усердие по службе», 31 декабря 1823 г.
- Высочайшим повелением награждён чином 5-го класса, статский советник, 31 декабря 1825 г.
- Высочайшее благоволение «за отличное устройство Тульского оружейного завода и успех в производимых работах», 21 сентября 1826 г.[4]
- Орден Святого Владимира 3-й степени, 31 марта 1833 г.[47]
- Знак беспорочной службы за XXV лет, 22 августа 1832 г.[48]
- Знак беспорочной службы за XXX лет, 22 августа 1834 г.[49]
- Всемилостливейшим повелением срок получаемой аренды продлён на 12 лет, 10 июля 1835 г.

## Память
- В 1993 году ОАО АК «Туламашзавод» учредила стипендию имени П. Д. Захавы, которая присуждается студентам и аспирантам Тульского государственного университета «за успехи в учебе, инициативность, проявленный интерес к развитию отечественного станкостроения и автоматизации средств производства, за участие в научно-технических разработках, способствующих созданию продукции высокого качества»[50].
- В 2004 г. Экспертный совет при Политехническом музее (г. Москва) присвоил изделиям Приборной мастерской — солнечным часам Ф. Моргана и астролябии П. Д. Захаво, статус памятников науки и техники 1-го ранга, дающий право получения сертификата от имени Ассоциации научно-технических музеев и размещения информации о предметах в Интернет-программе «Памятники науки и техники в музеях России»[51].